# Таке коротке довге життя
«Таке коротке довге життя» — радянський чорно-білий восьмисерійний художній телефільм 1975 року, знятий Головною редакцією літературно-драматичних програм.

## Сюжет
За романом Йосипа Ольшанського. Історія декількох сімей, починаючи з передвоєнних років і закінчуючи 1960-ми роками ХХ століття.

## У ролях
- Світлана Немоляєва — Олена Михайлівна Ігнатьєва («Очікування» і «Листи»)
- Дмитро Кречетов — Сергій Ігнатьєв («Очікування»)
- Надія Федосова — Надія Степанівна, бабуся Майї («Очікування», «Листи», «Повернення»)
- Лариса Гребенщикова — Майка («Очікування», Листи", «Повернення»)
- Олександр Лазарев — Костянтин Матвійович Калугін («Очікування», «Листи», «Вчитель»)
- Люсьєна Овчинникова — Тамара Павлівна Калугіна («Очікування», «Листи», «Повернення»)
- Геннадій Фролов — Іван Петрович Ігнатьєв («Очікування», «Листи», «Повернення»)
- Віра Алентова — Настя Овчинникова («Очікування», «Листи», «Повернення»)
- Алла Покровська — Маргарита Карлівна, вчителька («Очікування», «Листи», «Пам'ять»)
- Олександр Соловйов — Жаворонков, старшокласник («Очікування»)
- Тетяна Бабаніна — листоноша («Очікування» і «Листи»)
- Альфред Зінов'єв — перехожий («Очікування»)
- Лев Дуров — Степан Федюнін («Листи», «Повернення», «Гості»)
- Борис Галкін — Ігор («Листи», «Вчитель», «Хмари»)
- Ольга Гобзєва — Аня («Листи», «Повернення», «Пам'ять»)
- Валентина Сперантова — тітка Дуся Ігнатьєва, мати Івана Петровича («Повернення»)
- Володимир Ліппарт — Прокіп Петрович, батько Насті Овчинникової («Повернення»)
- Ольга Сертун — Люда (8 років), дочка Калугіна («Повернення» і «Вчитель»)
- Тимофій Говорухін — Гена в дитинстві, син Калугіна («Повернення» і «Вчитель»)
- Галина Новожилова — Зоя Сергіївна, мати Ігоря, свекруха Майї («Вчитель» і «Хмари»)
- Василь Бочкарьов — Сергій Ігнатьєв («Вчитель», «Хмари», «Слідство»)
- Лідія Савченко — Клава («Вчитель» і «Хмари»)
- Людмила Пономарьова — Ольга Герасимівна, директор школи («Вчитель»)
- Маргарита Струнова — Анна Петрівна, вчителька («Вчитель»)
- Платон Таубін — Митя (5 років), син Майї і Ігоря («Хмари»)
- Леонід Сатановський — Шкодін («Хмари»)
- Владлен Паулус — майор («Хмари»)
- Михайло Янушкевич — Пузирьков («Хмари»)
- Анна Каменкова — Женя («Хмари», «Слідство», «Гості», «Пам'ять»)
- Володимир Семячкін — Митя, (8 років) («Слідство» і «Пам'ять»)
- Алла Балтер — Лідія Павлівна («Слідство»)
- Інесса Дровосєкова — Ірина Михайлівна, мати Жені («Слідство» і «Гості»)
- Надія Малиновська — Люда (13 років) («Слідство», «Гості», «Пам'ять»)
- В'ячеслав Шликов — Гена в юності («Слідство» і «Гості»)
- Антоніна Соболєва — Серафима, бабка Віті, Михайла і Олі («Слідство»)
- Юрій Шерстньов — оперуповноважений («Слідство»)
- Євгенія Можейко — Оля Калугіна, прийомна дочка Калугіна («Слідство» і «Гості»)
- Андрій Моїсеєв — Вітя («Слідство» і «Гості»)
- Наталія Картамишева — Олена, дочка Насті і Івана Петровича («Гості» і «Пам'ять»)
- Костянтин Левін — Міша («Гості»)
- Олександр Горбатов — Микола Єгорович Кусков («Гості»)
- Юрій Гребенщиков — гість («Гості»)
- Юрій Сергєєв — Сергєєв («Гості»)
- Анатолій Ромашин — Федір Андрійович («Гості»)
- Ірина Калістратова — Галка («Пам'ять»)
- Юлія Смирнова — Олена, дочка Насті і Івана Петровича («Пам'ять»)
- Юрій Васильєв — Стасик («Пам'ять»)
- А. Дерюгін — Гоша («Пам'ять»)
- Ольга Станіцина — Софія Платонівна Зайцева («Пам'ять»)
- Наталія Орлова — Галина Миколаївна, вчителька («Пам'ять»)
- Наталія Сичова — Наталія Дмитрівна, хореограф («Пам'ять»)
- Степан Усін — Михайло Герасимович («Пам'ять»)
- Б. Максимов — Максим («Пам'ять»)
- Дмитро Гаврилов — бородань («Пам'ять»)
- Костянтин Корольков — Павло («Пам'ять»)
- Юрій Філіппов — Микола Миколайович Тучков, завгосп («Вчитель»)
- Юрій Крюков — виконроб («Слідство»)
- Марія Андріанова — тітка Маня, гардеробниця у школі («Повернення»)
- Н. Новосардова — епізод («Повернення»)
- Анна Одинокова — епізод («Повернення»)
- Сергій Ткаченко — епізод («Повернення»)
- Леонід Красюк — епізод («Повернення»)
- Володимир Сорокін — епізод («Повернення»)
- Олексій Костіков — епізод («Повернення»)
- Віктор Петров — епізод («Повернення»)
- Ігор Мілонас — епізод («Повернення»)
- Юрій Лябиков — епізод («Повернення»)
- Володимир Коровін — епізод («Вчитель»)
- Ігор Калмиков — епізод («Вчитель»)
- Сергій Волков — епізод («Вчитель»)
- Олег Долгополов — епізод («Вчитель»)
- Аркадій Графов — епізод («Вчитель»)
- Сергій Кудрявцев — Говорухін («Вчитель»)
- Сергій Борисов — епізод
- Інна Жиліна — Олена, медсестра («Слідство»)
- Тіна Гурко — епізод («Слідство»)
- В. Любимов — епізод («Слідство»)
- Тетяна Шатілова — Валя, колега по службі Ігоря («Слідство»)

## Знімальна група
- Режисер-постановник — Костянтин Худяков
- Сценарист — Йосип Ольшанський
- Оператор-постановник — Владислав Єфімов
- Композитор — Юрій Левітін
- Художник-постановник — Віктор Лєсков